# Francisco José Pacheco
Francisco José Pacheco, Visconde de São Francisco e 2.º Barão de São Francisco (Rio de Janeiro, 31 de julho de 1831 – Rio de Janeiro, 10 de outubro de 1880) foi um comerciante e nobre brasileiro.
Filho de Francisco José Pacheco, 1.º Barão de São Francisco por Portugal, casou com Ana da Rocha Miranda, irmã do Barão do Bananal.
Comerciante, foi também diretor do Banco do Brasil. Agraciado comendador da Ordem Militar de Cristo de Portugal e da Imperial Ordem da Rosa. Era também 2.º Barão de São Francisco, por Portugal.